# Pedicularis kerneri
Pedicularis kerneri is een kruidachtige plant uit de bremraapfamilie (Orobanchacea).
De plant komt voor in de Alpen en de Pyreneeën in graslanden op zure bodems.

## Naamgeving enetymologie
- Frans: Pédiculaire de Kerner
- Duits: Kerners Läusekraut
- Italiaans: Pedicolare di Kerner
- Synoniemen: Pedicularis caespitosa (Sieber ex Rchb.) Steininger, Pedicularis letourneuxii Personnat, Pedicularis rhaetica A.Kern., Pedicularis rostrata subsp. rostrata L., Pedicularis rostrata var. caespitosa Sieber ex Rchb.

De botanische naam Pedicularis is afgeleid van het Latijnse 'pediculus' (luis), naar het bijgeloof dat het eten van de plant door vee zou leiden tot besmetting door luizen. De soortaanduiding kerneri is een eerbetoon aan de Oostenrijkse botanicus Anton Kerner von Marilaun (1831-1898).

## Kenmerken
P. kerneri is een overblijvende, kruidachtige halfparasiet met een korte wortelstok en een  tot 15 cm lange, opgerichte bloemstengel met twee rijen haren. De plant heeft een wortelrozet met tot 7 cm lange, gesteelde,  lijnlancetvormige, dubbel geveerde wortelbladeren en gelijkvormige, verspreid staande stengelbladeren.
De bloemen staan in een korte, ijlbloemige bloemtros met één tot enkele bloemen. Ze zijn lichtpaars gekleurd, zelden wit, en zijn gesteeld. De kelk is klokvormig, met vijf ongelijke tanden en wollig behaard. De kroon is tot 20 mm lang, onbehaard, cilindervormig, sikkelvormig gebogen, eindigend in een 2 mm lange snavel. De onderlip eindigt op drie brede lobben, en is naar rechts gekanteld. De schutbladen zijn gelijkvormig aan de stengelbladeren.
P. kerneri bloeit van juni tot augustus.

## Habitaten verspreiding
P. kerneri komt vooral voor op voedselarme, droge, subalpiene en alpiene graslanden en puinhellingen op op zure, silicaatrijke bodems, tot op een hoogte van 3.200 m.
De plant komt voor in de Alpen, voornamelijk in Frankrijk, Zwitserland, Oostenrijk en Noord-Italië, en in de Pyreneeën.
... · 
P. gyroflexa (Wollig kartelblad) · 
P. kerneri · 
P. lapponica (Laplands kartelblad) · 
P. oederi (Bont kartelblad) · 
P. palustris (Moeraskartelblad) · 
P. rosea (Roze kartelblad) · 
P. rostratospicata (Vleeskleurig kartelblad) · 
P. sceptrum-carolinum (Karels scepter) · 
P. sylvatica (Heidekartelblad) · 
P. tuberosa (Knolkartelblad) · 
P. verticillata (Kranskartelblad) · 
...